# Dipterocarpaceae
Dipterocarpaceae este o familie de 16 genuri și aproximativ 695 de specii cunoscute, în principal de arbori din păduri tropicale joase. Numele familiei, preluat de la genul Dipterocarpus, este derivat din greacă (di = doi, pteron = aripă și karpos = fruct) și se referă la fructele cu două aripi. Cele mai mari genuri sunt Shorea (196 specii), Hopea (104 specii), Dipterocarpus (70 de specii) și Vatica (65 de specii). Mulți arbori sunt specii mari emergente, de obicei ajungând la înălțimi de 40–70 m, unele chiar de peste 80 m (genurile Dryobalanops, Hopea și Shorea), cu cel mai înalt exemplar de viață (Shorea faguetiana) de 93 de metri înălțime. Speciile din această familie au o importanță majoră în comerțul cu lemn. Răspândirea lor este pantropicală, din nordul Americii de Sud până în Africa, Seychelles, India, Indochina, Indonezia și Malaysia. Cea mai mare diversitate de Dipterocarpaceae apare în Borneo. Unele specii sunt acum pe cale de dispariție, ca urmare a tăierilor masive, exploatării forestiere ilegale și conversiei habitatelor. Speciile oferă lemn valoros, uleiuri esențiale aromatice, balsam și rășini și reprezintă o sursă pentru placaj.

## Clasificare
Familia Dipterocarpaceae este în general împărțită în două subfamilii: 
- Dipterocarpoideae: cea mai mare dintre subfamilii, acesta conține 13 genuri și aproximativ 475 de specii. Arealul de răspândire include Seychelles, Sri Lanka, India, Asia de Sud-est și Noua Guinee, și distribuție mare în Borneo, unde reprezintă specia dominantă în pădurile de șes. Nordul Borneo (Brunei, Sabahși Sarawak) este zona cea mai bogată din lume pentru speciile de Dipterocarpaceae[7]. Subfamilia Dipterocarpoideae poate fi împărțită din punct de vedere morfologic în două grupuri[10][11], numite uneori triburile Shoreae și Dipterocarpeae, dar pentru care nu există dovezi genetice până în prezent[12][13]:
  - Valvate - Dipterocarpeae (Anisoptera, Cotylelobium, Dipterocarpus, Stemonoporus, Upuna, Vateria, Vateriopsis, Vatica). Genurile din acest grup au sepale valvate în fructe, vase izoalte, canale împrăștiate de rășină și numărul de bază cromozomial x = 11.
  - Imbricate - Shoreae (Balanocarpus, Hopea, Parashorea, Shorea). Genurile din acest grup au sepale imbricate în fructe, vase grupate, canale de rășină în benzi tangențiale și numărul de bază cromozomial x = 7. Un studiu molecular recent sugerează că genul Hopea formează un grup cu secțiunile Anthoshorea și Doona din genul Shorea și că ar trebui ca toate să fie combinate în Shorea.
- Monotoideae: trei genuri, 30 de specii. Marquesia este nativ Africii. Monotes are 26 de specii, răspândite în Africa și Madagascar. Pseudomonotes este nativ Amazonului columbian.

Subfamilia Pakaraimoideae, nativă zonelor muntoase din Guyane din America de Sud, anterior plasată în această familie, este acum considerată a fi mai strâns înrudită cu familia Cistaceae și este astfel clasificată în sistemul APG IV (2016).

## Artropode fosile
Chihlimbar vechi de 52 de milioane de ani a fost găsit în provincia Gujarat, India, care conține o cantitate mare de artropode fosilizate, a fost identificat ca provenind din seva unor specii din familia Dipterocarpaceae.

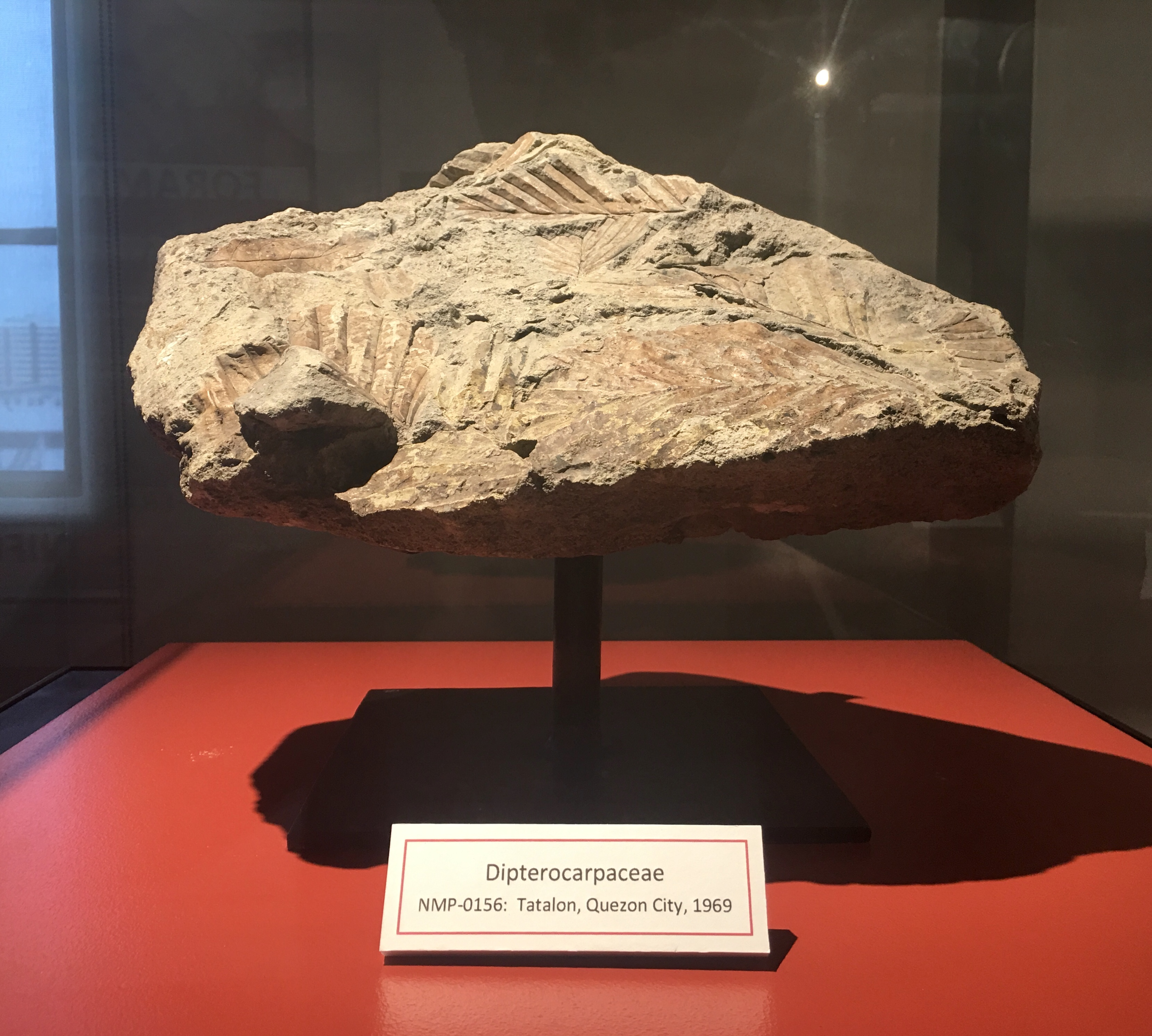
Fosile de Dipterocarpaceae expuse la Muzeul Național al Filipinelor.

## Ecologie
Speciile familiei Dipterocarpaceae pot fi fie sempervirescente, fie cu frunze căzătoare. Specii care apar în Thailanda cresc de la nivelul mării până la circa 1300 m altitudine. Mediile în care speciile apar în Thailanda includ dipterocarpaceele de pădure joasă la 0–350 m, franjuri riverane, dealurile de calcar și dealurile de coastă.